# Monoblastus erythrurus
Monoblastus erythrurus är en stekelart som beskrevs av Townes, Momoi och Henry Keith Townes, Jr. 1965. Monoblastus erythrurus ingår i släktet Monoblastus och familjen brokparasitsteklar. Inga underarter finns listade i Catalogue of Life.